# Никко (национальный парк)
Никко́ (яп. 日光国立公園 Никко: кокурицу ко:эн) — национальный парк в регионе Канто японского острова Хонсю. Располагается в 135 км к северо-востоку от Токио на территории префектур Тотиги, Гумма, Фукусима и Ниигата. Является одним из старейших национальных парков Японии, основан 4 декабря 1934 года; имеет площадь 1400,21 км².

## Описание
Считающийся одним из красивейших парков Японии, парк Никко охватывает хребет гор Никко, в котором расположены такие вершины как Никко-Сиране (2578 м) и потухший стратовулкан Нантай. На территории парка также располагаются плато, водопады, озёра и дремучие леса. Извержением Нантая было образовано крупнейшее озеро — Тюдзендзи, питаемое речкой Юкава, на которой находится водопад Рюдзу. Из озера вытекает река Дайягава, которая недалеко от истока образует один из красивейших водопадов Японии — Кэгон (высота 97 м). В парке находится самая высокая болотистая местность Японии — Одзегахара, где летом цветут лизихитон камчатский (семейство Ароидных), пушица, азалия и другие болотные растения. В парке имеются многочисленные горячие источники.
В состав парка входит город Никко, исторические памятники которого дополняют природные достопримечательности. На склонах холмов и на вершинах гор располагаются шедевры древнего и средневекового японского искусства — буддийские храмы и синтоистские святилища, такие как Футарасан, Рицуин и Тайюин. Здесь же находится храмовый комплекс Тосёгу, посвященный памяти великого сёгуна Токугавы Иэясу.
В национальном парке Никко развит туризм (пешие прогулки, катание на лыжах, рыбалка). Проводится несколько фестивалей.

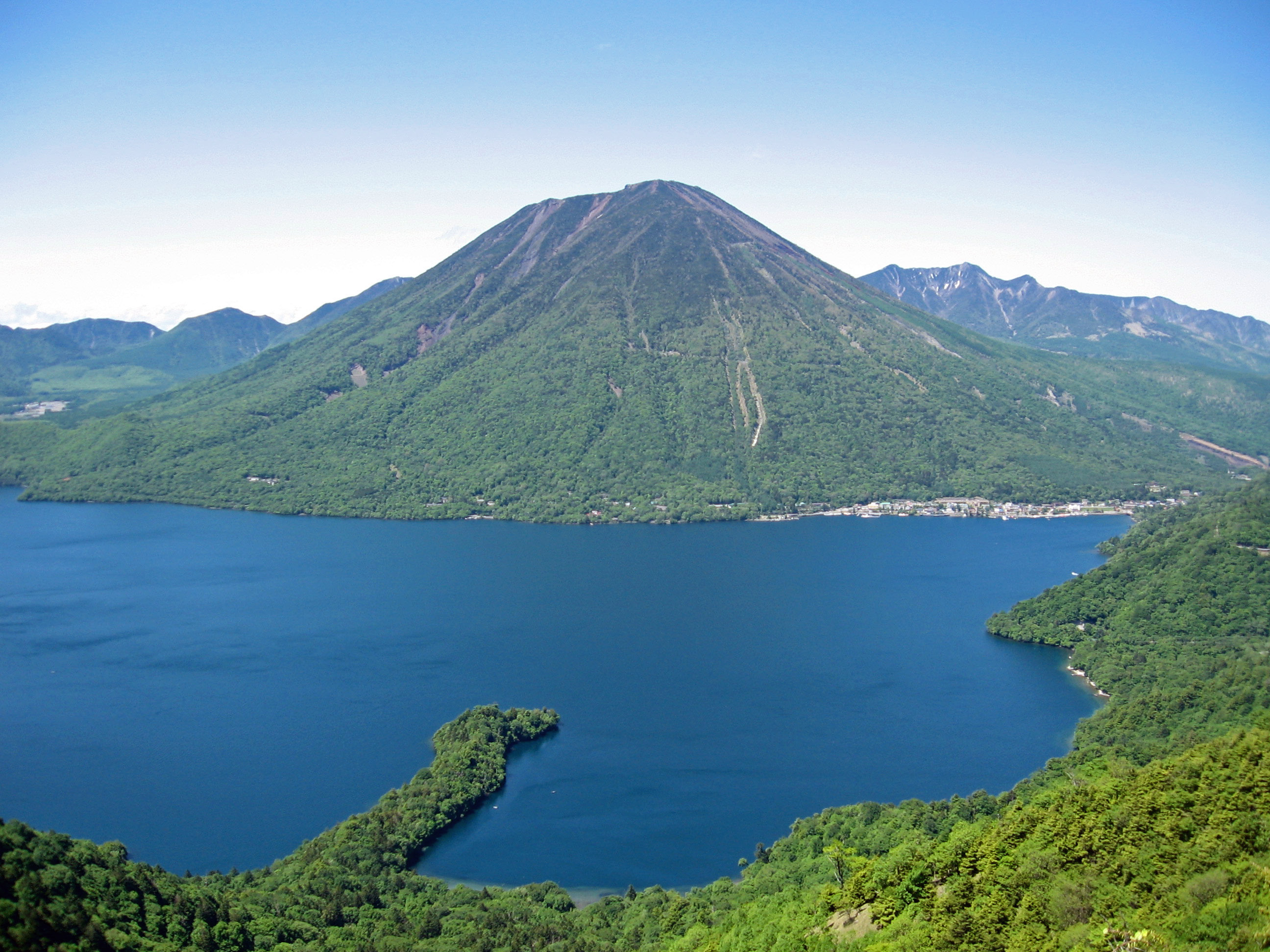
Гора Нантай и озеро Тюдзендзи
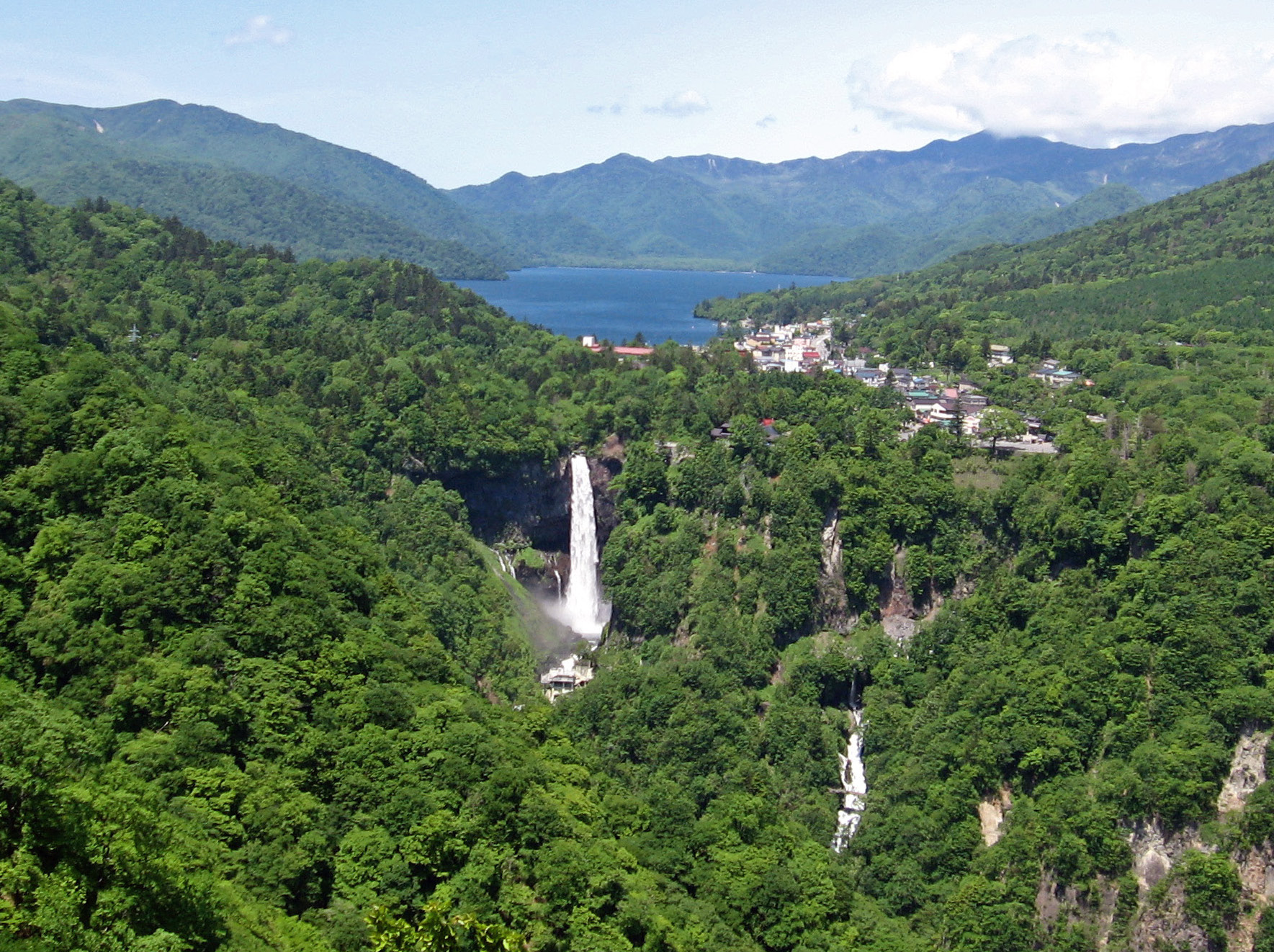
Водопад Кэгон и озеро Тюдзендзи
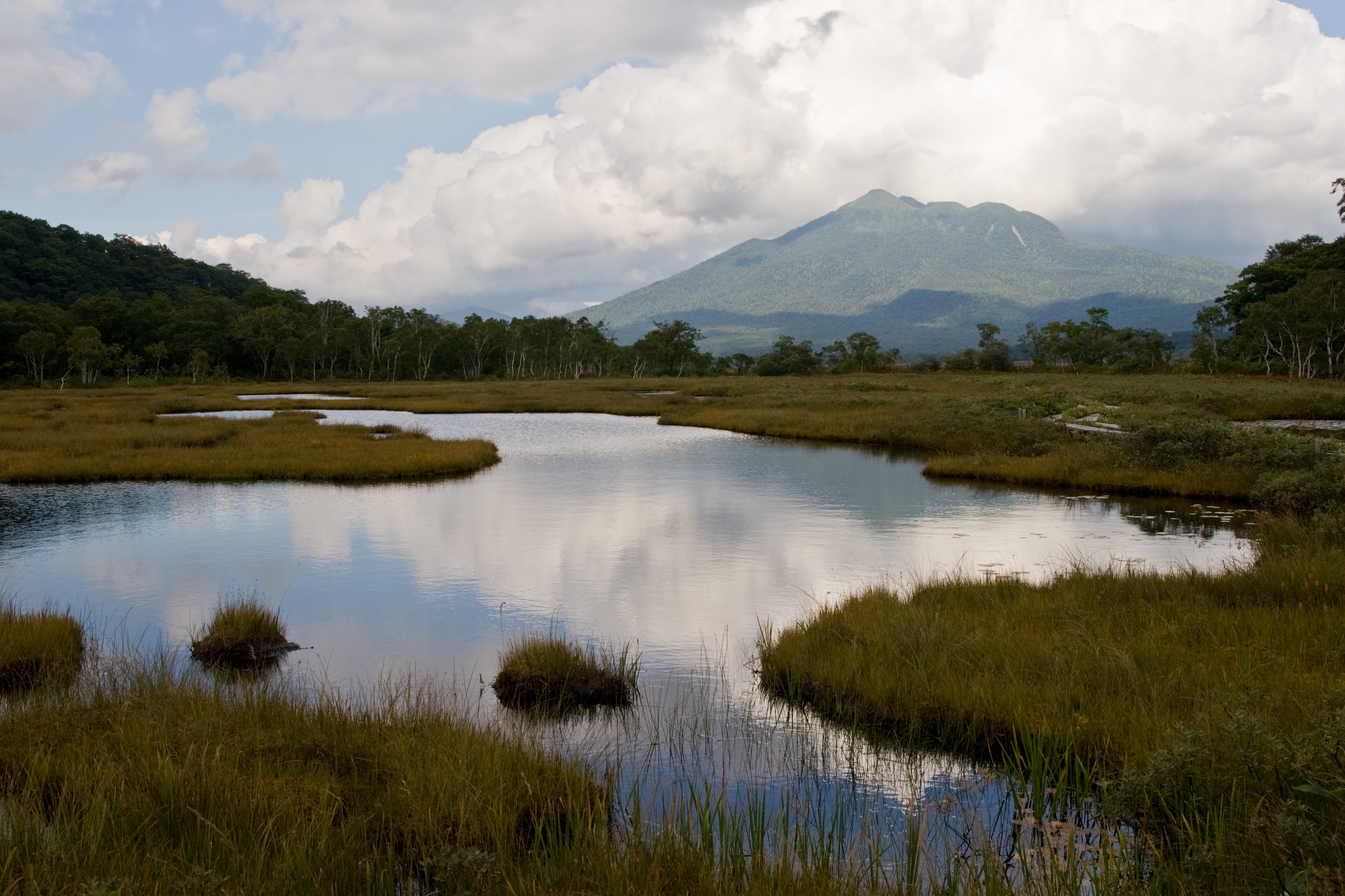
Болота Одзегахара